# 안동우체국
안동우체국(安東郵遞局)은 경북지방우정청 소속의 우체국이다. 1895년 12월 7일 안동우체사로 개설되었으며, 1907년 안동우편국을 거쳐 1950년 1월 12일 안동우체국이 되었다. 일반우체국 11개소와 별정우체국 8개소, 우편출장소 1개소, 우편취급소 3개소를 관할한다.

## 연혁
- 1895년 12월 7일: 안동우체사 개사
- 1902년 6월 10일: 부산우편국 안동출장소
- 1907년 6월 12일: 안동우편국으로 개칭
- 1950년 1월 12일: 안동우체국으로 개칭
- 1962년 12월 29일: 안동전신전화분실 신설
- 1967년 9월 20일: 과제관서로 승격(서무과, 우편과, 전신전화과)
- 1972년 9월 1일: 우편과 보험계 신설
- 1973년 10월 20일: 전신전화과 전화계폐지, 교환계신설
- 1974년 4월 25일: 기술과 기계계, 선로계 신설
- 1977년 1월 1일: 우편과 보험계 폐지
- 1977년 1월 16일: 서무과 폐지, 관리과 신설, 우편과 환저금계폐지, 창구계신설
- 1980년 9월 29일: 기술과 전송계 신설
- 1982년 1월 1일: 기술과 폐지, 한국전기통신공사 안동사업소로 분리
- 1983년 1월 1일: 전신전화과 폐지
- 1983년 1월 21일: 관리과 지도계 신설, 우편과를 업무과로 개편
- 1983년 4월 15일: 업무과 관리계 폐지, 환금계 신설
- 1984년 11월 2일: 업무과 예금보험계 신설
- 1984년 12월 20일: 안동우체국 삼산동분국 신설
- 1986년 6월 14일: 삼산동분국폐지, 안동삼산동우체국 신설
- 1987년 9월 1일: 안동우체국, 안동대학분국 신설
- 1994년 7월 1일: 업무과 우편운용계 신설
- 1997년 10월 1일: 계편제 폐지, 과편제로 운영(영업과, 업무과, 관리과), 지도계를 국장직속의 지도실로 업무과에 운용실, 집배실 신설
- 1999년 10월 1일: 예안우체국 폐국
- 2001년 5월 1일: 관리과 폐지, 업무과 폐지, 지도실 폐지 지원과신설, 우편물류과 신설. , 경영지도실 신설. 영업과내 마케팅실 신설
- 2002년 1월 14일: 집배광역화를 위해 안동시 와룡면 우편구역을 안동우체국으로 통합[1]
- 2004년 12월 1일: 영업과내 금융영업실 신설
- 2007년 12월 12일: 안동 강남동우체국 개국
- 2011년 12월 9일: 안동옥동우체국 개국
- 2012년 7월 2일: 경북풍산우체국을 안동풍산우체국으로, 북후우체국을 안동북후우체국으로, 서후우체국을 안동서후우체국으로 명칭 변경[2]
- 2014년 1월 1일: 우편구역을 다음과 같이 고시[3]

| 배달국         | 배달구역                                           | 구역번호                                                |
| -------------- | -------------------------------------------------- | ------------------------------------------------------- |
| 안동우체국     | 안동시, 와룡면 · 서후면 · 북후면 · 일직면 · 임동면 | 36600 ~ 36602 36610 ~ 36616 36623 ~ 36734 36740 ~ 36756 |
| 안동풍산우체국 | 풍산읍, 풍천면                                     | 36617 ~ 36622 36757 ~ 36760                             |
| 안동길안우체국 | 길안면 · 임하면                                    | 36735 ~ 36739                                           |
| 안동도산우체국 | 도산면                                             | 36603 ~ 36605                                           |
| 안동예안우체국 | 예안면                                             | 36606 ~ 36609                                           |

- 2014년 7월 7일: 관할 안동대학교우체국이 우체국 합리화 대상국으로 지정되어 폐국[4]
- 2015년 7월 31일: 안동안기동우편취급국 폐국[5]
- 2016년 4월 1일: 경북도청출장소 개국[6]
- 2020년 8월 3일 : 안동법상동우체국이 안동우체국에 통·폐합되어 폐국[7]
- 2021년 3월 1일 : 우편구역을 다음과 같이 고시[8]

| 배달국         | 배달구역 | 구역번호                                                              |
| -------------- | --- | --------------------------------------------------------------------- |
| 안동우체국     | 안동시 동 전체, 와룡면 · 서후면 · 북후면 · 일직면 · 임동면 · 남후면 · 녹전면 · 남선면 풍산읍 막곡리 일부 (36616 지역) 풍천면 어담리 일부 (36756 지역) | 36600 ~ 36602 36610 ~ 36616 36623 ~ 36729 36732 ~ 36734 36740 ~ 36756 |
| 안동풍산우체국 | 풍산읍 (단, 풍산읍 막곡리 일부 36616 지역은 안동우체국에서 배달) 풍천면 (단, 풍천면 어담리 36756 지역은 안동우체국에서 배달)                          | 36617 ~ 36622 36757 ~ 36760                                           |
| 안동길안우체국 | 길안면 · 임하면 | 36735 ~ 36739                                                         |
| 안동도산우체국 | 도산면 (단, 의촌리 일부 36606 지역은 안동예안우체국에서 배달)                                                                                         | 36603 ~ 36605                                                         |
| 안동예안우체국 | 예안면, 도산면 의촌리 일부 (36606 지역) | 36606 ~ 36609                                                         |

## 관할 우체국
| 우체국명                    | 사진 | 주소                                             | 비고                                        |
| --------------------------- | ---- | ------------------------------------------------ | ------------------------------------------- |
| 가톨릭상지대학교 우편취급국 |      | 경상북도 안동시 상지길 45 (율세동)               |                                             |
| 경북도청출장소              |      | 경상북도 안동시 풍천면 도청대로 455              | 2016년 4월 1일 신설                         |
| 안동강남동우체국            |      | 경상북도 안동시 강남5길 22 (정하동)              |                                             |
| 안동길안우체국              |      | 경상북도 안동시 길안면 천지길 38 (천지리)        |                                             |
| 안동남선우체국              |      | 경상북도 안동시 남선면 충효로 3850 (구미리)      |                                             |
| 안동남후우체국              |      | 경상북도 안동시 남후면 무릉길 105 (무릉리)       |                                             |
| 안동녹전우체국              |      | 경상북도 안동시 녹전면 녹전로 725 (신평리)       |                                             |
| 안동대학교우체국            |      | 경상북도 안동시 경동로 1375                      | 2014년 7월 7일 폐국                         |
| 안동대학교우편취급국        |      | 경상북도 안동시 경동로 1375 (송천동)             |                                             |
| 안동도산우체국              |      | 경상북도 안동시 도산면 청계길 8 (온혜리)         | 별정우체국                                  |
| 안동법상동우체국            |      | 경상북도 안동시 서동문로 103 (법상동)            | 2020년 8월 3일 폐국                         |
| 안동북후우체국              |      | 경상북도 안동시 북후면 북평로 845 (옹천리)       | 2012년 7월 2일 북후우체국에서 명칭 변경     |
| 안동삼산동우체국            |      | 경상북도 안동시 중앙로 47 (삼산동)               |                                             |
| 안동서후우체국              |      | 경상북도 안동시 서후면 학가산온천길 377 (성곡리) | 2012년 7월 2일 서후우체국에서 명칭 변경     |
| 안동신안동우편취급국        |      | 경상북도 안동시 퇴계로 155 (신안동)              |                                             |
| 안동안기동우편취급국        |      | 경상북도 안동시 안기1길 9                        | 2015년 8월 1일 폐국                         |
| 안동예안우체국              |      | 경상북도 안동시 예안면 오리실길 14 (정산리)      | 별정우체국                                  |
| 안동옥동우체국              |      | 경상북도 안동시 옥서1길 50 (옥동)                |                                             |
| 안동와룡우체국              |      | 경상북도 안동시 와룡면 퇴계로 833 (태리)         |                                             |
| 안동용상동우체국            |      | 경상북도 안동시 경동로 935-2 (용상동)            |                                             |
| 안동일직우체국              |      | 경상북도 안동시 일직면 중앙통길 31 (운산리)      |                                             |
| 안동임하우체국              |      | 경상북도 안동시 임하면 충효로 3258-1 (신덕리)    |                                             |
| 안동풍산우체국              |      | 경상북도 안동시 풍산읍 풍산중앙길 119 (안교리)   | 2012년 7월 2일 경북풍산우체국에서 명칭 변경 |
| 임동출장소                  |      | 경상북도 안동시 임동면 편항1길 22 (중평리)       |                                             |
| 하회마을우체국              |      | 경상북도 안동시 풍천면 지풍로 1468 (도양리)      |                                             |

## 조직
- 영업과
- 우편물류과
- 지원과
- 경영지도실

## 같이 보기
- 우정사업본부